# Тумпенг
Тумпе́нг (индон. tumpeng, яв. ꦠꦸꦩ꧀ꦥꦼꦁ, tumpeng, балийск. ᬢᬸᬫ᭄ᬧᭂᬂ, tumpeng) —  национальное блюдо Индонезии. Представляет собой конус, сформированный из сваренного особым образом риса, окружённый различными гарнирами. Имеет множество вариаций. Является важным атрибутом многих семейных, общинных и корпоративных застолий, а также некоторых религиозных церемоний.

## Происхождение и распространение

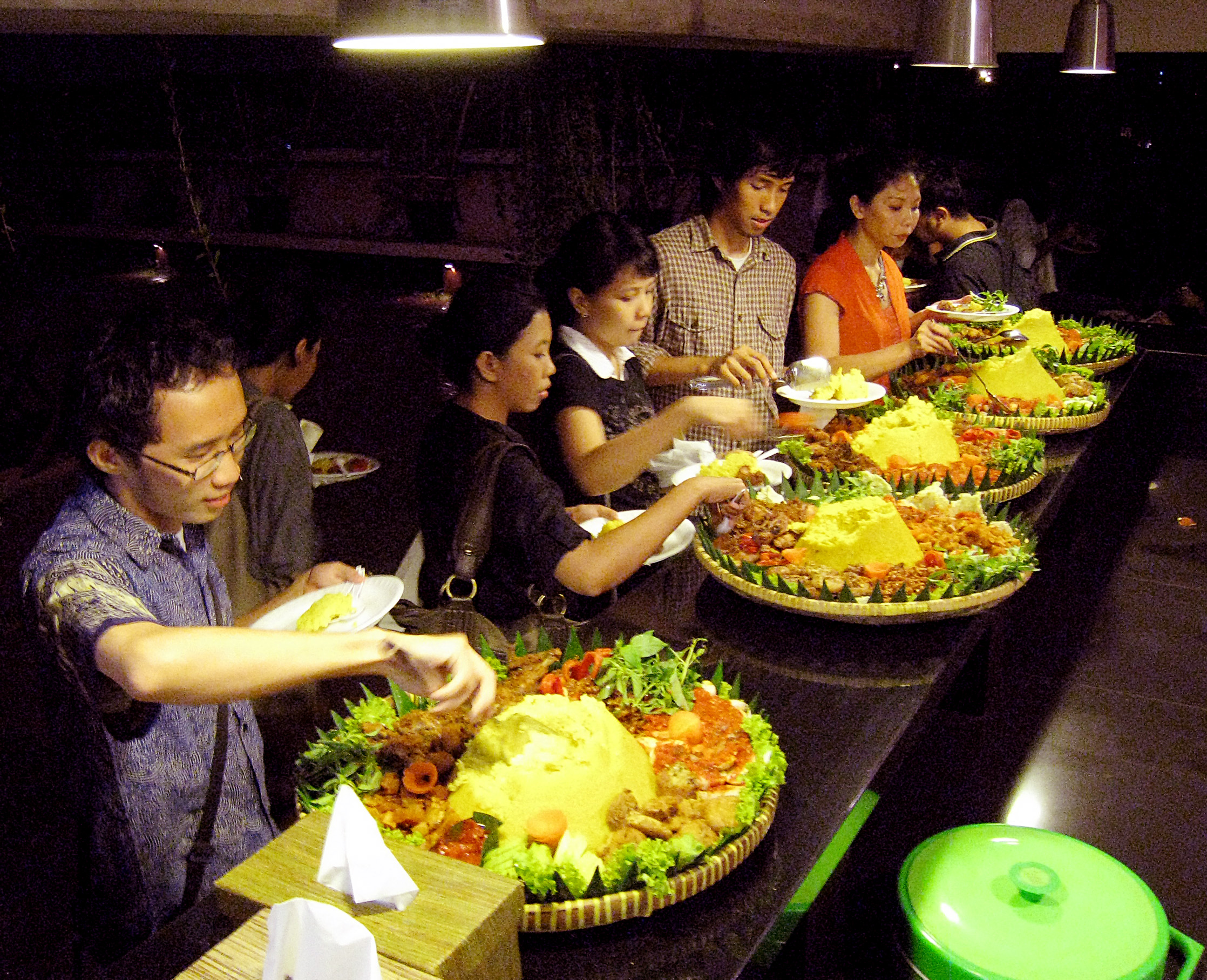
Тумпенги на корпоративном празднике

Тумпенг является традиционной формой приготовления риса для торжественных либо ритуальных трапез, принятой среди коренного населения Явы, Бали и Мадуры. Вместе с тем, в XX веке благодаря особой роли густонаселённой Явы в социально-экономической и культурной жизни Индонезии, а также активному расселению её жителей — яванцев и сунданцев — вне пределов их исторического проживания, обычай изготовления тумпенга распространился и во многих других регионах страны.
Более того, некоторое распространение тумпенг получил также в странах, имеющих давние культурные связи с Индонезией и значительные индонезийские общины — в частности, в соседних с ней Сингапуре и Малайзии, а также в Нидерландах, бывшей метрополии Индонезии. Однако там он в немалой степени утратил своё ритуальное значение и превратился в блюдо этнической ресторанной кухни.
Традиция приготовления тумпенга как особого церемониального блюда сложилась на Яве ещё в доисламские времена и изначально связывалась с определённой религиозной или духовной символистикой, которая в настоящее время не имеет единого толкования. Существует предположение, что коническая форма блюда представляет собой символическое изображение горы с учётом того, что как в языческих верованиях древних яванцев, так и в местной модификации индуизма, исповедовавшейся на острове в до XVI века, горы сакрализировались как место жительства богов. Кроме того, на бытовом уровне распространено мнение о том, что тумпенг символизирует гармонию и единство земного и небесного начал: в данном контексте различные гарниры, окружающие подножье рисовой пирамидки, трактуются как разнообразие мироздания, а её верхушка — как связь с божественными силами.

## Приготовление и разновидности
Основной частью тумпенга является рисовая пирамида. Её размер может быть различным — обычно 25-35 сантиметров в высоту и чуть меньше в основании, однако для массовых церемоний могут готовиться и пирамиды значительно большего размера. Для её изготовления может использоваться как обычный варёный рис, так и рис, сваренный с различными специями, пряностями и вкусовыми добавками, а также окрашенный в различные цвета. Особенности приготовления риса могут зависеть как от специфики церемонии, к которой приурочена подача тумпенга, так и от вкусовых предпочтений и материального достатка изготовителей. Особо распространены приготовление риса в кокосовом молоке и его окраска в ярко-жёлтый цвет с помощью куркумы или шафрана.

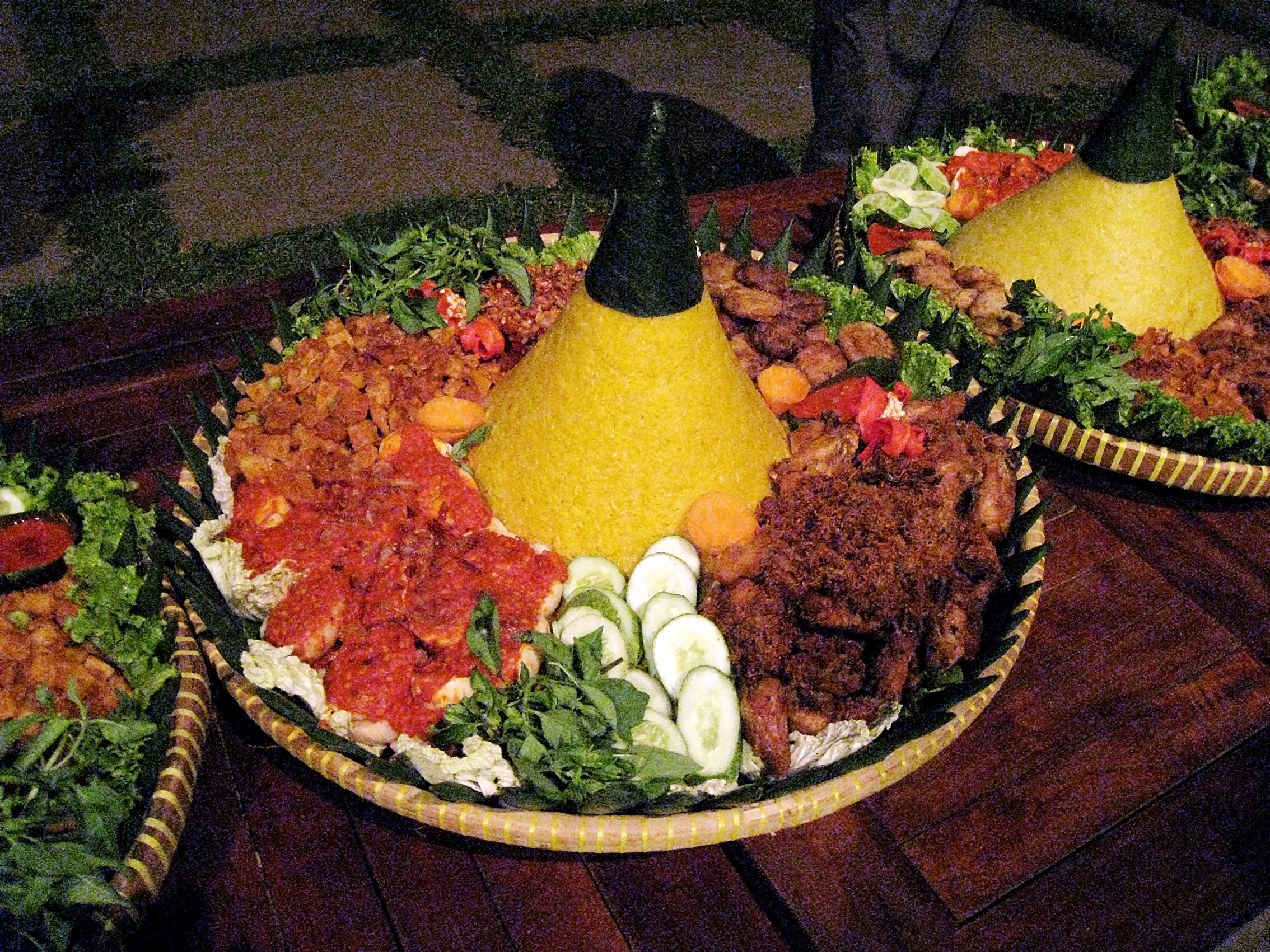
Тумпенги с обильным гарниром и навершием из бананового листа

Для приготовления обычно используется клейкий рис в чистом виде либо обычный рис в смеси с клейким. Он варится в воде либо кокосовом молоке до готовности, а затем в горячем состоянии формуется в специальной конусообразной ёмкости — куку́сане (индон. kukusan). Традиционно кукусаны изготовляются из плетёных полосок бамбука и по-существу представляют собой конические корзинки. В конце XX века широкое распространение приобрели металлические, как правило, алюминиевые или стальные кукусаны фабричного производства, а также электрические кукусаны — кухонные приборы, в которых рис уже варится непосредственно в конической ёмкости. Нередко рисовая пирамидка венчается декоративным навершием — как правило, небольшим колпачком, свёрнутым из пальмового или бананового листа.
По традиции рисовая пирамида устанавливается в центре та́мпаха (индон. tampah) — большого круглого подноса с невысокими бортиками, сделанного из плетённого бананового листа. В настоящее время для подачи тумпенга нередко используются обычные плоские блюда большого размера. Вокруг основания пирамиды выкладываются различные гарниры, количество и разнообразие которых, как правило, определяется местными традициями, кулинарными предпочтениями и достатком изготовителей. Так, для значительной части населения исторически был наиболее типичен тумпенг с минимальными добавками, образовывавшими небольшой ободок вокруг рисовой пирамиды. Однако по мере роста социального благополучия индонезийцев гарниры, входящие в это ритуальное блюдо становятся всё более обильными и разнообразными. Особой популярностью в этом качестве пользуются курятина, рыба, креветки, миниатюрные шашлычки-сате, гепук — ломтики говядины, тушёные в сладко-остром соусе, гудег — тушёная со специями мякоть молодого джекфрута, абон — прожаренные со специями хлопья из мяса или морепродуктов, а также яйца, тофу, темпе, крупук и различные овощи. Гарниры выкладываются на блюдо секторально, не смешиваясь друг с другом. Иногда их выкладывают не непосредственно на блюдо, а в отдельные мисочки или чашки, либо же в специальные полукруглые корзиночки, сделанные из рисовой муки.
Внешне и по технологии приготовления на тумпенг весьма похоже другое блюдо индонезийской кухни — касуами, которое пользуется большой популярностью на юго-востоке острова Сулавеси, на островах Бутунг и Муна, а также на архипелаге Тукангбеси. Однако касуами, в отличие от тумпенга, готовится из маниоковой муки, а не из риса.

## Церемониальное назначение

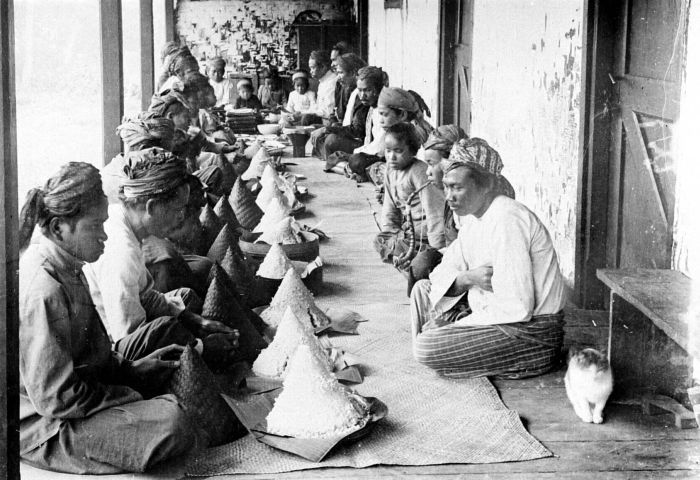
Подача тумпенгов в ходе сламетана в мечети на Западной Яве. 1907 год

Исторически тумпенг был главным угощением на общинных церемониальных застольях — сламе́танах (также слама́тан — индон. slametan, slamatan) которые приурочивались к завершению сбора урожая, свадьбам, поминкам, рождению детей, выздоровлению от болезни и другим важным поводам. Несмотря на ослабление общинного уклада, тумпенг сохранил своё значение для массовых, а также семейных и корпоративных торжеств. На Бали, большинство жителей которого исповедует индуизм, тумпенг иногда фигурирует в ходе религиозных церемоний как часть подношений божествам.
Общепринятых стандартов изготовления тумпенгов того или иного вида для различных церемоний не существует, его вариации в основном определяются местными обычаями. Свадебные тумпенги обычно готовятся из ярко окрашенного риса и особенно богато декорируются, в т.ч. несъедобными элементами — цветами, фигурными изделиями из банановых листьев, цветной бумаги, фольги и т.д. Поминальный тумпенг традиционно готовится из белого риса, выглядит значительно более аскетично и при подаче, как правило, разрезается по вертикали надвое — это символизирует разделение живых и умерших. Особый по форме, ступенчатый тумпенг принято подавать на празднованиях 64-летия у яванцев, придающих этому возрасту особое, сакральное значение.
Практикуется подача тумпенга различных видов на государственных протокольных мероприятиях, в т.ч. президентских, а также на дипломатических приёмах в индонезийских посольствах за рубежом. Во многих местностях проводятся фестивали тумпенгов и соревнования по их изготовлению. Часто они приурочиваются к каким-то торжественным датам, например к национальному празднику Индонезии — Дню независимости, отмечаемому 17 августа.
Образ тумпенга используется в современной индонезийской архитектуре для придания сооружениям национального колорита. Наиболее известным образцом подобной конструкции является музей «Пурна Бхакти Пертиви», содержащий коллекцию подарков, преподнесённых второму президенту Индонезии Сухарто. Здание музея, находящееся в джакартском парке Прекрасная Индонезия в миниатюре, представляет собой комплекс из пяти конусообразных павильонов.